# Drinjača (rijeka)
Drinjača je rijeka u BiH, lijeva pritoka Drine, u koju se ulijeva kod istoimenog naselja, 15,5 km uzvodno od Zvornika. 
Izvire ispod planine Konjuh. Duga je 77 km, s površinom slijeva od 1875 km2. Glavne pritoke su joj Jadar i Tišća. Duž njenog toka ide asfaltni put koji povezuje Vlasenicu sa Zvornikom i Kladnjom. Slivno područje Drinjače obiluje šumom, pašnjacima, nalazištima boksita i nemetala.